# Diguetia catamarquensis
Diguetia catamarquensis is een spinnensoort uit de familie Diguetidae. De soort komt voor in Argentinië.